# Япония на зимних Олимпийских играх 1980
Япония принимала участие в зимних Олимпийских играх 1980 года в Лейк-Плесиде (США) в одиннадцатый раз за свою историю, и завоевала одну серебряную медаль.

## Медали
Серебро: прыжки с трамплина, мужчины — Хирокадзу Яги.

## Состав сборной
Японская сборная состояла из 50 спортсменов: 4 женщин и 46 мужчин, которые соревновались в 10 видах спорта. Младшей участницей сборной была 17-летняя конькобежка Миёси Като, старшим — 36-летний хоккеист Сатору Мисава.
Знаменосцем был хоккеист Осаму Вакабаяси.

## Результаты

### Лыжные гонки
Соревнования прошли с 14 по 21 февраля в специально построенном для Игр комплексе у подножия горы Ван Ховенберг.
Мужчины
| Дистанция | Спортсмен             | Результат  | Результат |
| Дистанция | Спортсмен             | Время      | Место     |
| --------- | --------------------- | ---------- | --------- |
| 15 км     | Сиро Сато (佐藤 志郎) | 46:15,29   | 43        |
| 30 км     | Сиро Сато             | 1’35:52,77 | 39        |
| 50 км     | Сиро Сато             | 2’48:33,02 | 37        |

### Прыжки на лыжах с трамплина
Хирокадзу Яги.

### Фигурное катание
Соревнования прошли с 16 по 23 февраля на искусственном льду на катке Олимпийской арены в Лейк-Плэсиде. Выступления фигуристов оценивались по старой шестибалльной системе, в которой каждый судья расставляет фигуристов по местам (чем меньше сумма мест, тем выше спортсмен окажется в итоговом протоколе).
Женщины — одиночное катание
| Спортсменка  | Обязательные фигуры | Короткая программа | Произвольная программа | Баллы  | Сумма мест | Место |
| ------------ | ------------------- | ------------------ | ---------------------- | ------ | ---------- | ----- |
| Эми Ватанабэ | 4                   | 8                  | 5                      | 179,04 | 48         | 6     |

Мужчины — одиночное катание
| Спортсмен       | Обязательные фигуры | Короткая программа | Произвольная программа | Баллы  | Сумма мест | Место |
| --------------- | ------------------- | ------------------ | ---------------------- | ------ | ---------- | ----- |
| Фумио Игараси   | 13                  | 8                  | 6                      | 172,04 | 77         | 9     |
| Мицуру Мацумура | 11                  | 7                  | 7                      | 172,28 | 75         | 8     |

### Хоккей
Хоккейный турнир проходил среди мужских команд с 12 по 24 февраля. 12 команд были разделены на две группы по 6 команд («красная» и «голубая»), где по круговой системе определялись по две сильнейшие команды, которые в финальном турнире разыгрывали комплект олимпийских наград. Японская сборная попала в «красную» подгруппу, где заняла последнее место.
Матчи
| 12 февраля 1980 | СССР       | - | Япония | 16:0 | (8:0,5:0,3:0) |
| 14 февраля 1980 | Финляндия  | - | Япония | 6:3  | (2:0,2:2,2:1) |
| 16 февраля 1980 | Нидерланды | - | Япония | 3:3  | (1:3,1:0,1:0) |
| 18 февраля 1980 | Канада     | - | Япония | 6:0  | (2:0,2:0,2:0) |
| 20 февраля 1980 | Польша     | - | Япония | 5:1  | (3:0,1:0,1:1) |

Итоговая статистика
| Страна | Игр | Выиграно | Ничьих | Поражений | Шайб | Разн. | Очки | Место в подгруппе | Место в итоге |
| ------ | --- | -------- | ------ | --------- | ---- | ----- | ---- | ----------------- | ------------- |
| Япония | 5   | 0        | 1      | 4         | 7:36 | −29   | 1    | 6                 | =11           |